# 魏銘
魏銘（1428年—？），字日新，湖廣武昌府蒲圻縣人，軍籍，明朝政治人物。進士出身。

## 生平
湖廣鄉試第一百七名。景泰五年（1454年）甲戌科會試第一百八十三名，殿試登進士第二甲第三十九名。成化六年（1470年）任浙江溫州府知府。

## 家族
曾祖魏觀，曾任祭酒，因魏觀案被朱元璋处死。祖父魏子栗。父亲魏思廣。